# Loïc Damour
Pour les articles homonymes, voir Damour.
Loïc Damour, né le 8 janvier 1991 à Soisy-sous-Montmorency, est un footballeur français jouant au poste de milieu défensif au FC Versailles.

## Biographie

### En club
Loïc Damour fait ses débuts à l'US Chantilly, avant de signer à l'INF Clairefontaine en 2004. Là-bas, il progresse dans un centre de formation qui a révélé plusieurs joueurs de talent tels Hatem Ben Arfa ou encore Issiar Dia. Dès la fin de sa formation, il rejoint le RC Strasbourg en 2007. Après une année dans l'équipe réserve, il signe son premier contrat professionnel avec le club strasbourgeois en avril 2008. Il jouera avec un maillot floqué du numéro 26. Il jouera son premier match le 4 août 2008 en tant que remplaçant lors de la victoire 1 - 0 contre Montpellier.
Le 26 octobre 2009, il prolonge son contrat jusqu'en 2013.
Lors de la saison 2010-2011, il est promu capitaine de l'équipe strasbourgeoise alors qu'il n'a que 19 ans. Cependant en septembre, il choisit de rendre le brassard de capitaine parce ce qu'il se considère trop jeune pour jouer ce rôle. Sa première partie de saison au sein de l'équipe strasbourgeoise est très moyenne, mais il conserve sa place de titulaire. Lors du mercato d'hiver, il est convoité par Brighton, club anglais de League One, l'équivalent du national français.
Le 29 juillet 2011, il signe pour trois saisons à l'US Boulogne. Après une saison marquée par une relégation en National, Damour ne trouve plus sa place dans l'effectif et son contrat est résilié le 10 janvier.

#### Bourg-en Bresse 01
Après avoir passé un essai concluant en juillet 2015, il s'engage avec le Football Bourg-en-Bresse Péronnas 01 tout juste promu en Ligue 2. Il retrouve donc la Ligue 2 trois ans après l'avoir quitté. Il joue son premier match officiel en Coupe de la ligue contre le Stade Brestois. Son équipe remporte le match aux tirs au but où il transformera sa tentative. Il joue son premier match de championnat contre Dijon (victoire 2-1) en entrant en jeu à la 70e minute. À l'occasion de la cinquième journée de championnat, il délivre sa première passe décisive sur un corner tiré dans le temps additionnel pour Florent Ogier contre le FC Sochaux-Montbéliard et permet donc à son équipe de remporter le match 2-1. Lors de la journée suivante, il dispute son premier match de championnat en tant que titulaire contre le Tours FC qui se termine sur une victoire 1-0. Bien que remplaçant au coup d'envoi, il inscrit son premier but avec Bourg le 24 novembre 2015 contre le Paris FC à l'occasion de la 15e journée et une victoire 4-1 à domicile. Il termine la saison en ayant disputé 33 matchs de championnat où il a inscrit 2 buts et délivrés 5 passes décisives.
Pour sa deuxième saison dans l'Ain, il s'impose comme titulaire puisqu'il dispute 36 matchs pour 34 titularisations contre seulement 17 titularisations la saison passée. Lors de la dernière journée de championnat, il inscrit un but contre son club formateur, le RC Strasbourg qui finira champion à l'issue de la rencontre.    

#### Au Royaume-Uni
Le 9 août 2019, il rejoint Hearts en signant un contrat de 4 ans. 

### Sélection nationale
Damour a joué dans la plupart des équipes françaises de jeunes (U16, U17, U18). Il était le capitaine de l'équipe U16. Il joue actuellement avec l'équipe des moins de 19 ans,. Il n'est pas sélectionné pour le Championnat d'Europe des moins de 19 ans 2010.

## Palmarès

### En sélection nationale
- France U17
  - Finaliste du Championnat d'Europe des moins de 17 ans : 2008

## Statistiques

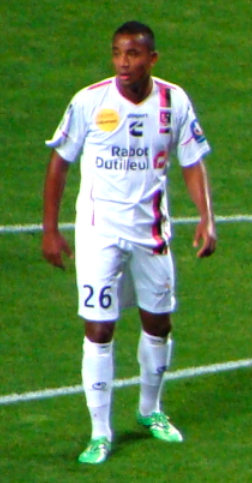
Loïc Damour à l'US Boulogne.

| Saison                | Club                     | Championnat           | Championnat | Championnat | Coupe nationale | Coupe nationale | Coupe de la Ligue | Coupe de la Ligue | Total | Total |
| Saison                | Club                     | Division              | M.          | B.          | M.              | B.              | M.                | B.                | M.    | B.    |
| 2008-2009             | RC Strasbourg            | Ligue 2               | 5           | 0           | -               | -               | -                 | -                 | 5     | 0     |
| 2009-2010             | RC Strasbourg            | Ligue 2               | 5           | 0           | 1               | 0               | 1                 | 0                 | 7     | 0     |
| 2010-2011             | RC Strasbourg            | National              | 34          | 1           | 5               | 1               | 1                 | 0                 | 40    | 2     |
| 2011-2012             | US Boulogne              | Ligue 2               | 17          | 0           | 3               | 0               | -                 | -                 | 20    | 0     |
| 2012-2013             | US Boulogne              | National              | 1           | 0           | -               | -               | -                 | -                 | 1     | 0     |
| 2012-2013             | FC Brussels              | Belgacom League       | 6           | 0           | -               | -               | -                 | -                 | 6     | 0     |
| 2013-2014             | White Star Bruxelles     | Belgacom League       | 9           | 0           | 3               | 0               | -                 | -                 | 12    | 0     |
| 2014-2015             | ÉFC Fréjus Saint-Raphaël | National              | 31          | 3           | 2               | 0               | -                 | -                 | 33    | 3     |
| 2015-2016             | Bourg-en-Bresse 01       | Ligue 2               | 33          | 2           | 4               | 0               | 4                 | 0                 | 41    | 2     |
| 2016-2017             | Bourg-en-Bresse 01       | Ligue 2               | 36          | 2           | -               | -               | 1                 | 0                 | 37    | 2     |
| Total sur la carrière | Total sur la carrière    | Total sur la carrière | 149         | 6           | 18              | 1               | 7                 | 0                 | 174   | 7     |